# Ескарабахоса-де-Кабесас
Ескарабахоса-де-Кабесас (ісп. Escarabajosa de Cabezas) — муніципалітет в Іспанії, у складі автономної спільноти Кастилія-і-Леон, у провінції Сеговія. Населення — 344 особи (2010).
Муніципалітет розташований на відстані близько 85 км на північний захід від Мадрида, 18 км на північ від Сеговії.

## Демографія
Динаміка населення (INE ):